# Opactwo Matki Bożej i Wszystkich Świętych w Chaalis
Opactwo Matki Bożej i Wszystkich Świętych w Chaalis (fr. Abbaye Notre-Dame et Toussaints de Chaalis), zwane także królewskim – dawne opactwo benedyktyńskie w Fontaine-Chaalis, niedaleko Ermenonville, w odległości 40 km od Paryża.

## Historia
Opactwo zostało ufundowane w 1136 przez króla Francji Ludwika VI (stąd określanie go jako opactwa królewskiego) i budowane do uroczystej konsekracji w 1219. Na miejscu tym już wcześniej znajdowała się kaplica upamiętniająca śmierć kuzyna Ludwika VI, hrabiego Flandrii Karola Dobrego, zamordowanego w 1127 przez zbuntowanych poddanych.

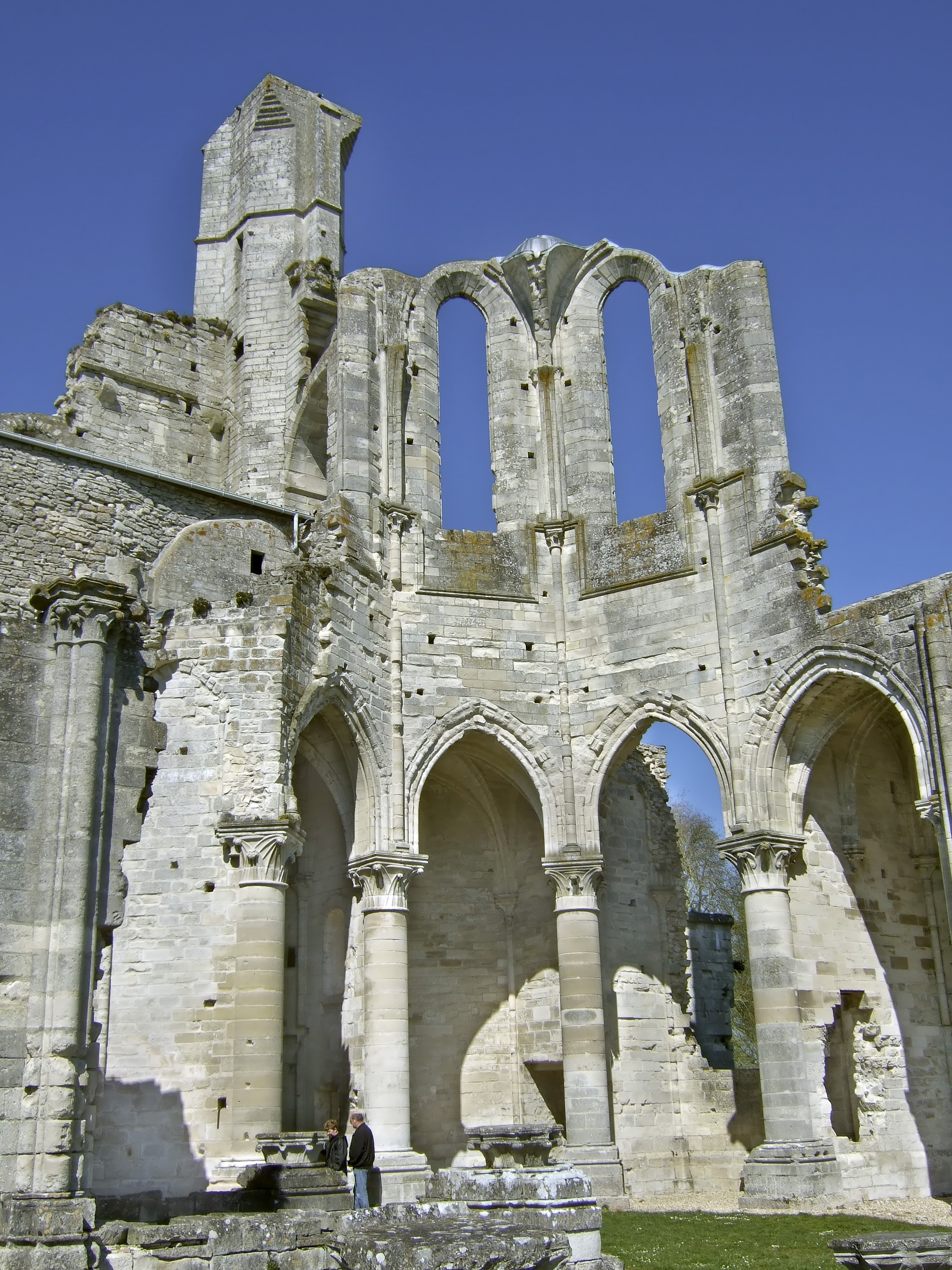
Ruiny kościoła klasztornego

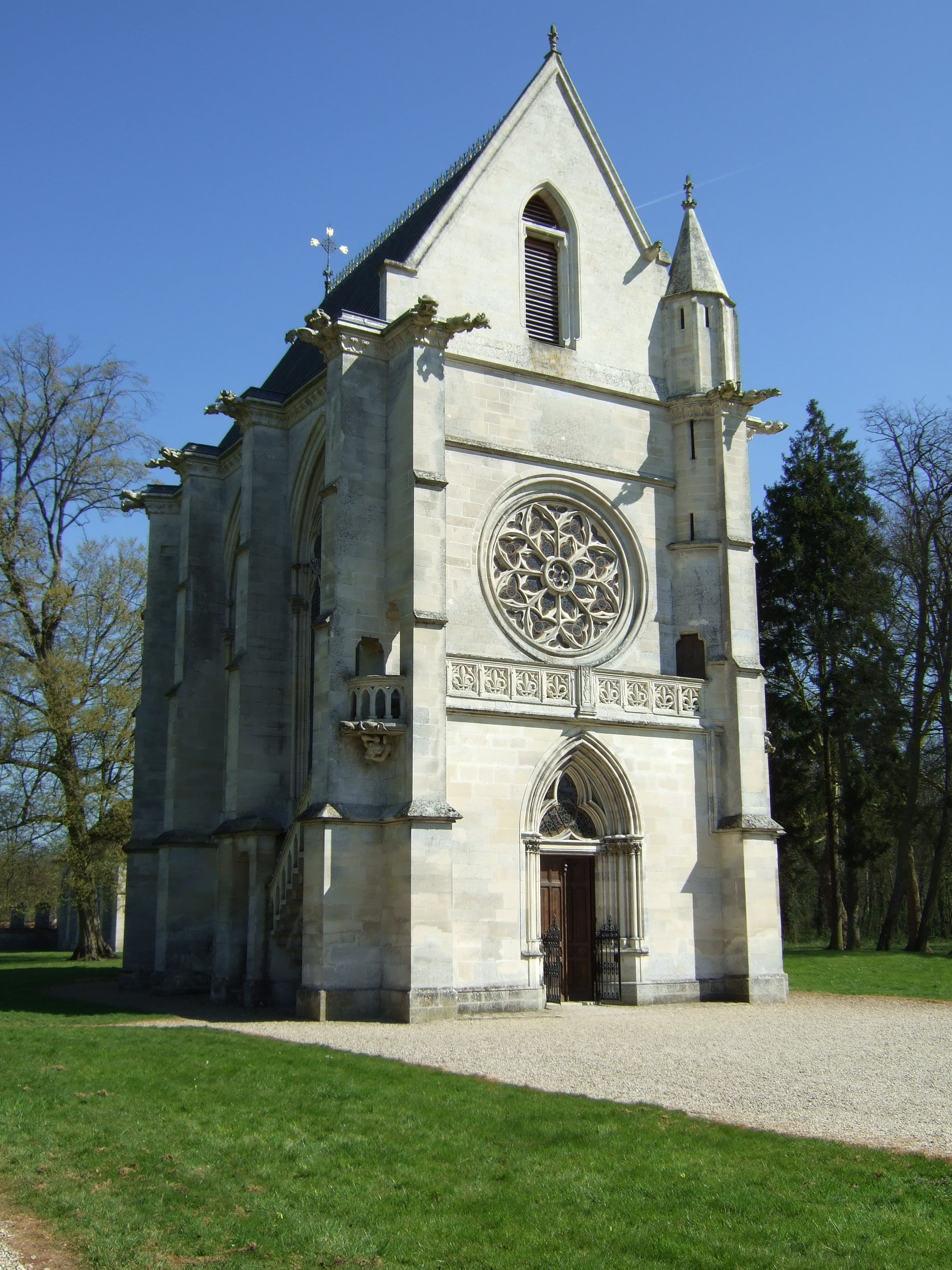
Zachowana kaplica

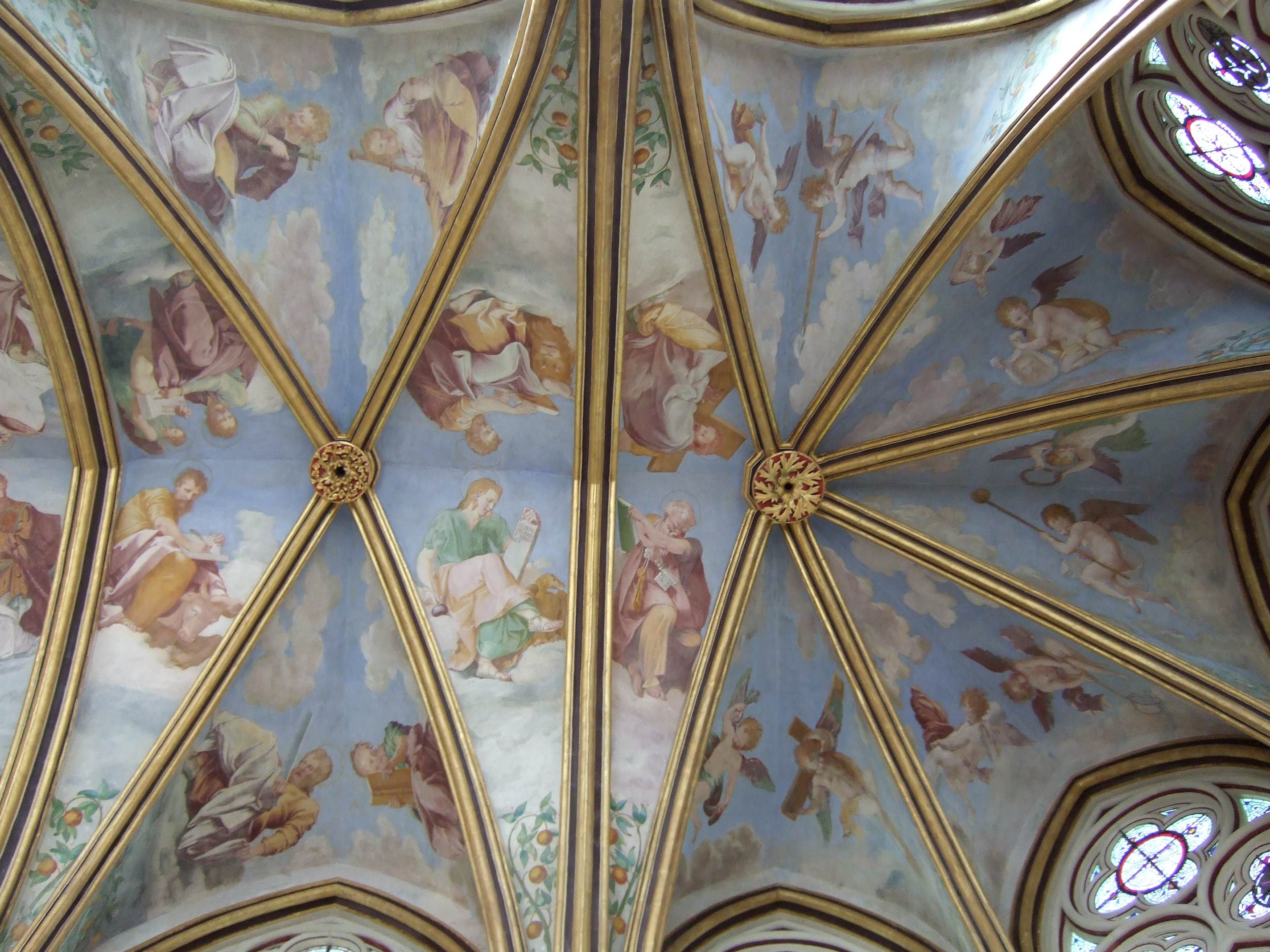
Freski na sklepieniu pałacu opata

Opactwo szybko się rozwijało, w dalszym ciągu ciesząc się królewską protekcją. Częstymi gośćmi na jego terenie byli Ludwik IX Święty oraz Karol V Mądry. Spory majątek ziemski, w tym kilka winnic w najbliższej okolicy, zapewniał środki finansowe na utrzymanie budynków oraz pozwalał klasztorowi być jednym z ważniejszych ośrodków kulturalnych północnej Francji. Koniec prosperity przyniósł kryzys gospodarczy drugiej połowy XV wieku, w rezultacie którego opactwo straciło swoją niezależność i miało odtąd być zarządzane przez wskazaną przez króla osobę. Jedynie pierwszy z administratorów, kardynał Hippolyte d'Este, sprawdził się na tym stanowisku. Kolejni zarządcy rujnowali budżet opactwa przez nieprzemyślane wydatki i doprowadzili do tego, że w latach 30. XVIII w. nawet zabudowania klasztoru były poważnie uszkodzone.
W 1736 podjęto rekonstrukcję i przebudowę opactwa pod kierunkiem Jeana Auberta, który zdążył wyburzyć najstarszą, na poły zrujnowaną część klasztoru i zbudować nowy pałac opata, zanim skończyły się przewidziane na budowę fundusze. W końcu w 1785 Ludwik XVI nakazał zamknięcie obiektu i przeniesienie się zakonników do innych klasztorów. W czasie Wielkiej Rewolucji Francuskiej dawny klasztor został sprzedany, jednak nowy właściciel zamieszkał jedynie w pałacu opata, pozostałe fragmenty traktując jako tanie źródło materiałów budowlanych. W połowie XIX wieku z całości zabudowań klasztornych została tylko jedna kaplica.
W 1902 pozostałości opactwa nabyła wdowa po bankierze Nélie Jacquemart, która umieściła w zachowanych jeszcze budynkach swoją imponującą kolekcję obrazów i sztuki użytkowej. W testamencie przekazała teren opactwa i zbiory Instytutowi Francuskiemu.
Dziś w zachowanym pałacu opackim mieści się muzeum poświęcone historii klasztoru.

## Architektura
Zespół architektoniczny opactwa stanowił czworobok o bokach 82 i 40 metrów. Do dziś zachował się jedynie zarys dawnych zabudowań mieszkalnych dla mnichów łączących się z kościołem klasztornym oraz wolno stojący pałac opata. Widoczny jest w postaci śladów na murach dawny układ gotyckich krużganków okalających cały kompleks, wysokość murów daje jedynie niewielkie wyobrażenie o ongiś jednym z większych zespołów klasztornych we Francji. Zachowane resztki chóru kościelnego wskazują, iż budowla kościelna reprezentowała styl gotyku pełnego, była oparta na rzędzie łuków odporowych i przypór oraz zawierała dwa poziomy ostrołukowych okien. We wnętrzu wsparta była na kolumnach korynckich. Jedyna zachowana do naszych czasów kaplica posiada imponującą rozetę ponad wejściem, jej rynny wykańcza rząd gargulców. Okna są ostrołukowe; na fasadzie obecność tylko jednej sygnaturki psuje symetrię. Nie wiemy, w jaki sposób kaplica w przeszłości komponowała się z całością zespołu. Cały zespół otacza park z rosarium.

## Literatura
- Opis opactwa znajduje się w utworze Sylwia z tomu Córki ognia Gerarda de Nervala.